# Patricia Legrand
Pour les articles homonymes, voir Legrand.
Patricia Legrand est une actrice et directrice artistique française.
Essentiellement active dans le doublage, elle prête notamment sa voix à Kristin Chenoweth et à Lauren Tom, mais elle est surtout connue pour être la voix de Titi dans les Looney Tunes, Sakura, dans l'anime Sakura, chasseuse de cartes ainsi qu'Hamtaro dans Les Aventures d'Hamtaro.

## Théâtre
- 1981 : L'Azalée d’Yves Jamiaque, mise en scène Michel Roux, tournées Karsenty, tournées Baret : Bethsabée
- 1983 : L'Amour fou d’André Roussin, mise en scène Michel Bertay, théâtre de la Madeleine : Suzanne
- 1984 : Il signor Moliere de Mario Franceschi, mise en scène Mario Franceschi, théâtre d’Orléans : Claudine
- 1986 : Un fil à la patte de Georges Feydeau, mise en scène Jean Rougerie, Les Tréteaux de France : Nini Galant
- 1989 : Port-Royal d'Henry de Montherlant, mise en scène Raymond Gérôme, théâtre de la Madeleine : sœur Julie
- 1990 : Le Ventre de Paris d’après Émile Zola, mise en scène Jean Rougerie, théâtre Fontaine : Gavroche
- 2007 : Les Sincères de Marivaux, mise en scène Hervé van der Meulen, festival d’Avignon et théâtre d’Asnières : Lisette
- Les Précieuses ridicules de Molière, mise en scène de Jean-Luc Moreau, théâtre du Palais-Royal : Magdelon
- Un fil à la patte de Georges Feydeau, mise en scène de Jean Rougerie, Les Tréteaux de France : Nini Galant
- Le Malade imaginaire de Molière, mise en scène de Philippe Rondest, théâtre des Mathurins : Louison
- Le Triomphe de l'amour de Marivaux, mise en scène de François Maistre, festival d'Anjou : Corine
- Il signor Moliere de Mario Franceschi, mise en scène de Mario Franceschi, théâtre d’Orléans : Claudine
- L'Amour fou d’André Roussin, mise en scène de Michel Bertay, théâtre de la Madeleine : Suzanne
- Les Acteurs de bonne foi de Marivaux, mise en scène de Bernard Amberrée, théâtre de la Madeleine : Colette

## Filmographie

### Télévision
- 1994-1995 : Les Garçons de la plage de Jacques Samyn : Henriette
- 1995 : Les mercredis de la vie, épisode Charlotte dite « Charlie » : l'infirmière
- 1997 : Les Années fac, épisode Le prix du succès : Mme Ramirez
- 2002 : Commissariat Bastille, épisode Le blouson rouge : ?
- 2012 : Le Jour où tout a basculé, épisode Ma belle-fille a brisé mon couple de Thierry Boscheron : Joëlle / épisode Ma mère est une manipulatrice de Sylvain Ginioux : Marie-Josée
- 2012 : Si près de chez vous, épisode Délit de fuite de Jérôme Aras : Paule
- 2013 : Le Jour où tout a basculé à l'audience, épisode Accusée d'avoir détourné 300.000 euros de Sylvain Ginioux : Martine Deniers

## Doublage
Note : Les dates en italique correspondent aux sorties initiales des films dont Patricia Legrand a assuré le redoublage ou le doublage tardif.

### Cinéma

#### Films
- Kristin Chenoweth dans :
  - Hit And Run (2012) : Debbie Kreeger
  - Holidate (2020) : Susan
  - Bros (2022) : Kristin Chenoweth
  - Our Little Secret (2024) : Erica
- Bob Bergen dans :
  - Space Jam (1996) : Titi (voix)
  - Space Jam : Nouvelle Ère (2021) : Titi (voix)
- Martha Kelly (en) dans :
  - Marriage Story (2019) : Nancy Katz
  - Nos soirées gâteaux-bar (en) (2023) : Ruth
- 1997 : Spice World, le film : Geri (Geri Halliwell)
- 1998 : Les Imposteurs : Emily (Hope Davis)
- 1998 : If Only… : Alison (Charlotte Coleman)
- 1998 : Le Témoin du marié : Sultana (Carmela Vincenti)
- 2003 : Les Looney Tunes passent à l'action : Titi (Eric Goldberg) (voix)
- 2004 : Scooby-Doo 2 : Les monstres se déchaînent : Véra Dinkley (Linda Cardellini)
- 2008 : Baby Mama : Angie Ostrowiski (Amy Poehler)
- 2011 : Happy New Year : Maude (Yeardley Smith)
- 2012 : Chef : Jen (Amy Sedaris)
- 2014 : Christina Noble : la mère supérieure (Pauline McLynn)
- 2023 : Les Gardiens de la Galaxie Vol. 3 : ? ( ? )
- 2023 : Transformers: Rise of the Beasts : Jillian (Sarah Stiles)

#### Films d'animation
- 1977 : Bugs Bunny : Joyeuses Pâques (en)[4] : Titi, Mme Cocotte, Egghead Junior
- 1978[5] : La Folle Escapade : Trèfle
- 1980 : Daffy Duck : L'Œuf-orie de Pâques[6] : Miss Prissy / une poule / souris (court-métrage)
- 1981[7] : Le Monde fou, fou, fou de Bugs Bunny : Titi
- 1992 : Pico et Columbus : Le Voyage magique : Marilyn la luciole
- 1994 : L'Oiseau Bonheur[8] : Sadako (court-métrage)
- 1994[9] : Yū Yū Hakusho : La Légende du Royaume des ombres : Yukina et Hinageshi
- 1997 : Fifi Brindacier : Mme Kling
- 1998 : La Belle et la Bête 2 : Le Noël enchanté : verres à vin et ornements
- 1998 : Le Prince d'Égypte : voix additionnelles
- 1999[10] : Sakura, chasseuse de cartes, le film : Le Voyage à Hong Kong : Sakura
- 2000 : Titi et le Tour du monde en 80 chats : Titi et Hennery le faucon
- 2000 : Le Prince de Noël : Cacahuète
- 2000[11] : Escaflowne : Une fille sur Gaïa : Merle
- 2000[12] : Sakura, chasseuse de cartes 2 : La Carte scellée : Sakura
- 2001 : La Belle et le Clochard 2 : L'Appel de la rue : une enfant au défilé
- 2001 : Buzz l'Éclair, le film : Le Début des aventures : des petits hommes verts
- 2002 : Barbie, princesse Raiponce : Lorena
- 2002 : Mickey, le club des méchants : Hazel la sorcière
- 2002 : Tom et Jerry et l'Anneau magique : Mitsou et Margaret
- 2005 : Tom et Jerry : Destination Mars : Peep et une journaliste
- 2005 : Tom et Jerry : La Course de l'année : la maîtresse, Soccer Mom, une fille de tournée
- 2005 : Le Royaume de la Rigolade : Colin la Patouille, la sorcière Carmina
- 2006 : Les Rebelles de la forêt : Rosie le putois
- 2006 : Le Noël des Looney Tunes : Titi, Priscilla Pig et Hennery le Faucon
- 2007 : Shuriken School, le film : Ami Saeki
- 2007 : Le Vilain Petit Canard et moi : voix additionnelles
- 2008 : Barbie : Mariposa : Coral
- 2008 : Les Rebelles de la forêt 2 : Rosie le putois
- 2010 : Les Rebelles de la forêt 3 : Rosie le putois
- 2013 : Scooby-Doo et le Fantôme de l'Opéra : ?
- 2015 : Les Rebelles de la forêt 4 : Rosie le putois
- 2015 : Scooby-Doo et le Monstre de la plage : Shauna, Kiki
- 2015 : Hôtel Transylvanie 2 : la grand-mère Linda
- 2021 : Bienvenue chez les Loud : Le film : Luna Loud, Carlota Casagrande, Zach Gurdle, Lacey, Dante
- 2022 : Le Roi Titi : Titi

### Télévision

#### Téléfilms
- Jocelyne Loewen dans :
  - À la recherche de M. Parfait (2008) : Christine
  - Chasseuse de tempêtes (2009) : Melissa
  - Miracle à Manhattan (2010) : Carol
- 1986 : La Loi du campus : Willie (Danny Nucci)
- 1994 : Confessions d'une rebelle : Sabrina Masterson (Jamie Luner)
- 1997 : L'Amant diabolique : Annie Morrell (Sarah Chalke)
- 1999 : Crime passionnel : Natalie Pierce (Jessie Gold)
- 2001 : Appelez-moi le Père Noël ! : la réceptionniste (Masasa Moyo)
- 2001 : Docteur Quinn, femme médecin : Dames de cœur : Katie Sully (Sara McRae)
- 2009 : Monsieur Décembre : E. J. Baxter (Kristin Chenoweth)
- 2011 : Neuf mois et un coussin : Maria Tschernenkova (Annika Blendl)
- 2011 : Romance en terres sauvages : Katia Wenninger (Lara Wichniarz)
- 2011 : Biss zur großen Pause – Das Highschool Vampir Grusical : Sally Convally (Anna Julia Kapfelsperger)
- 2012 : Les Princesses des neiges : Grace (Tammy Townsend)
- 2016 : Grease: Live! : Jan (Kether Donohue)
- 2021 : Un Noël chez les Loud : Luna Loud (Sophia Woodward)

#### Téléfilms d'animation
- 2003 : Baby Looney Tunes : Joyeuses Pâques : Bébé Titi
- 2006 : Le Noël des Looney Tunes : Titi, Priscilla Pig, Hennery le faucon
- 2014 : Plouf Olly Plouf et le trésor des pirates : la speakerine

#### Séries télévisées
- Kristin Chenoweth dans :
  - À la Maison-Blanche (2004-2006) : Annabeth Schott (34 épisodes)
  - Pushing Daisies (2007-2008) : Olive Snook (22 épisodes)
  - Glee (2009-2014) : April Rhodes (5 épisodes)
  - Hot in Cleveland (2012) : Courtney (saison 3, épisode 20)
  - American Gods (2017) : Éostre (saison 1, épisode 8)
  - Younger (2017) : Marylynne Keller (saison 4, épisode 1)
  - Mom (2018) : Miranda (saison 5, épisode 14)
  - Trial and Error (2018) : Lavinia Peck-Foster (10 épisodes)
- Lauren Tom dans :
  - Men in Trees : Leçons de séduction (2006-2008) : Mai Washington (26 épisodes)
  - FBI : Portés disparus (2009) : Kim Tan (saison 7, épisode 22)
  - Hawthorne : Infirmière en chef (2009) : Mme Tanaka (saison 1, épisode 5)
  - Supernatural (2012-2014) : Linda Tran (3 épisodes)
  - The Rookie : Le Flic de Los Angeles (2019-2021) : Vanessa Chen (saison 2, épisode 5 et saison 3, épisode 10)
- Amy Sedaris dans :
  - The Middle (2010) : Amy Michaels (saison 1, épisode 18)
  - The Good Wife (2011-2012) : Stacie Hall (3 épisodes)
  - Raising Hope (2011-2014) : Delilah (3 épisodes)
- Jillian Clare dans :
  - Des jours et des vies (2003-2004) : Abigail « Abby » Deveraux #2 (37 épisodes)
  - Castle (2010) : Gracie (saison 3, épisode 10)
- Kerry Fox dans :
  - Scotland Yard, crimes sur la Tamise (2008) : Moyra Lynch (saison 18, épisode 1)
  - Inspecteur Barnaby (2012) : Betty DeQuetteville (saison 15, épisode 1)
- 1984 : Paper Dolls : Karyn Blake (Nicollette Sheridan) (13 épisodes)
- 1986 : Haine et Passion : Jessie Matthews (Rebecca Staab) (2e voix)
- 1989-1998 : La Vie de famille : Judith « Judy » Winslow (Jaimee Foxworth) (95 épisodes), Richard « Richie » Crawford (Joseph & Julius Wright puis Bryton McClure) (165 épisodes), Maxine Johnson (Cherie Johnson) (58 épisodes), Lulu (Garcelle Beauvais) (saison 3, épisode 11)
- 1992-1995 : Dream On : Gina Pedalbee (Valerie Landsburg) (7 épisodes)
- 1993-1998 : Docteur Quinn, femme médecin : Brian Cooper (Shawn Toovey) (147 épisodes)
- 1993-1998 : Une maman formidable : Elizabeth « Libby » Kelly (Kaitlin Cullum) (112 épisodes)
- 1994 : Marimar : Marimar « Bella » Pérez Aldama (Thalía) (149 épisodes)
- 1995 : Une nounou d'enfer : Châtaigne le chien (Pamela Hayden) (voix[13] - saison 3, épisode 17)
- 1995-1998 : Cybill : Zoey Woodbine (Alicia Witt) (87 épisodes)
- 1996 : Murder One : Elizabeth Hoffman (Vanessa Zima) (2e voix)
- depuis 1997 : Les Feux de l'amour : Cassie Newman / Mariah Copeland (Camryn Grimes) (1137 épisodes - en cours)
- 1998-1999 : Un Frère sur les bras[14] : Rose (Natasha Slayton) (11 épisodes)
- 1999 : X-Files : Aux frontières du réel : Chastity Raines (Nicki Aycox) (saison 7, épisode 5)
- 1999-2000 : Les Anges du bonheur : Johnny (Shia LaBeouf) (saison 6, épisode 6), Clara (Alix Elias) (saison 7, épisode 3)
- 2000 : Ally McBeal : Maureen Ringer (Audrey Wasilewski) (saison 4, épisode 1)
- 2000 : Roswell : Sydney Davis (Adeline Allen) (saison 2, épisode 10)
- 2000 : La Guerre des Stevens : Chloé (Jennifer Nicole Freeman) (saison 1, épisode 13)
- 2000 : Stark Raving Mad : Katherine « Kit » Yates (Dina Spybey) (épisodes 12 et 17)
- 2001 : Sept à la maison : Julia (Michaela Gallo) (saison 5, épisodes 17 et 19)
- 2001-2003 : Des jours et des vies : Abigail « Abby » Deveraux #1 (Megan Corletto) (49 épisodes)
- 2002-2006 : New York, unité spéciale : Kathleen Stabler (Allison Siko) (1re voix, saisons 3 à 7)
- 2002-2008 : The Shield : Fran (Amy Bollenbacher) (saison 1, épisodes 1 et 8) et Matthew Mackey (Joel Rosenthal puis Jack Weber) (28 épisodes)
- 2003 : Une famille presque parfaite : Bonnie (Ashley Tisdale) (4 épisodes)
- 2003 : Line of Fire : Estelle Sommers (Laura Margolis) (épisodes 4 et 5)
- 2003-2004 : Rock Me, Baby : Pam Gibson (Tammy Townsend) (21 épisodes)
- 2003-2004 : Touche pas à mes filles : Missy Kleinfeld (Daniella Monet) (4 épisodes)
- 2003-2004 : Bambaloo : Chipie ( ? ) (voix)
- 2005 : Phénomène Raven : Scabz (Britnee Lapham) (saison 3, épisode 24)
- 2006 : Saved : Rosie (Kimberley Warnat) (3 épisodes)
- 2006-2008 : Zoé : Quinn Pensky (Erin Sanders) (2e voix, saisons 3-4)
- 2006-2010 : H2O : Kim Sertori (Cleo Massey) (40 épisodes)
- 2008-2009 : Son Altesse Alex : Zoe Wilson (Eva Lazzaro) (saison 1, 19 épisodes)
- 2009 : Bones : Gidget Jones (Debbie Lee Carrington) (saison 5, épisode 7)
- 2009-2011 : Leverage : Justine Yang (Jaime Langton) (saison 4, épisode 11), Peggy (Lisa Schurga) (3 épisodes)
- 2010 : Hercule Poirot : Rowena Drake (Deborah Findlay) (saison 12, épisode 3)
- 2010-2011 : Bored to Death : Florence Ames (Allyce Beasley) (3 épisodes), Kitty (Amy Spanger) (saison 3, épisodes 1 et 2)
- 2011-2013 : Psych : Enquêteur malgré lui : Chelsea (Arden Myrin) (saison 6, épisode 9 et saison 7, épisode 1), Sandy (Jocelyne Loewen) (saison 6, épisode 14)
- 2011-2015 : Parks and Recreation : Denise Burkiss (Jessica St. Clair) (saison 3, épisode 14), Brandi Maxxxx (Mara Marini) (6 épisodes)
- 2012 : 30 Rock : Judy Person (Nicole Drespel) (saison 6, épisode 11), Megan Duffy (Melissa McMeekin) (saison 6, épisode 12 et saison 7, épisode 7)
- 2013 : Dr Emily Owens : Lynn Astral (Jill Morrison) (épisode 9)
- 2014 : Murder : Carla Brookings (Karen Malina White) (saison 1, épisode 4)
- 2015 : Castle : Mia Laszlo (Stephnie Weir) (saison 8, épisode 5)
- 2016-2017 : The Great Indoors : Esther (Deborah Baker Jr.) (22 épisodes)
- 2016-2019 : Baskets : Martha Brooks (Martha Kelly) (40 épisodes)
- 2017 : Twin Peaks : Lucy Brennan (Kimmy Robertson) (10 épisodes)
- 2017 : Fear the Walking Dead : Christine (Linda Gehringer) (saison 3, épisodes 12 et 13)
- 2017 : Meurtres au paradis : Patricia Lawrence (Monica Dolan) (saison 6, épisode 2)
- 2019 : Sneaky Pete : Dotti (Stephanie Faracy) (3 épisodes)
- 2019 : Grey's Anatomy : Anna Williams (Enisha Brewster) (saison 15, épisode 20)
- 2019 : Blacklist : Della Whitmore (Betsy Aidem) (saison 6, épisode 17) et Lena Volkova (Andrea Sooch) (saison 6, épisode 19)
- 2020 : Better Call Saul : Lillian Simmons (Lela Lee) (saison 5, épisode 6)
- 2022 : Anatomie d'un scandale : ? (?) (mini-série)
- 2022 : Miss Marvel : tante Ruby (Anjali Bhimani (en)) (mini-série)
- 2022 : L'École de gym : Une seconde chance : Sandra Berry (Peta Shannon)
- 2022-2024 : Une famille vraiment Loud : Luna Loud (Sophia Woodward) (27 épisodes) et Luna Loud, jeune (Ava Torres) (saison 1, épisode 9)
- 2023 : Loki : la juge Gamble (Liz Carr (en)) (saison 2)

#### Séries d'animation
- 1942-1964[n 1] : Looney Tunes : Titi (série Titi et Grosminet), Hennery le faucon, Hazel la sorcière
- 1989-1991[n 2] : Scooby-Doo : Agence Toutou Risques : la mère de Vera
- 1992 : Les Aventures de Tintin : Zorrino (Le Temple du Soleil) et le petit garçon de la lamaserie (Tintin au Tibet)
- 1992-1993 : Un garçon formidable[15] : Marie
- 1992-1995 : Batman, la série animée : Kimberley (épisode 17), Talia Al Ghul (épisode 60) et Renee Montoya (épisodes 68 et 83)
- 1993-1997 : Crypte Show : Jennie Lawson
- 1994 : Orson et Olivia : La Grenouille, Henriette Desmond, Lucy
- 1994 : Tico et ses amis : Maggy, Terry
- 1994 : Les Contes les plus célèbres : le petit chaperon rouge, Glinda
- 1994-1996 : Budgie le petit hélicoptère[16] : Pipa
- 1994-1997 : Le Bus magique : Anne-Sophie
- 1994-1997 : Le Monde irrésistible de Richard Scarry : Groseille
- 1995 : L'Histoire sans fin : la Petite Impératrice, Gaya (épisode 6)
- 1995-1997 : Animaniacs : Trudi (épisode 54), Barbara (épisode 58), Lana (épisodes 41, 53 et 63), Sacha (épisode 67)
- 1995-2003 : Petit Ours : Cancane
- 1996 : Vision d'Escaflowne : Merle, Marlène
- 1996 : Mot : Léa (épisode 15), la princesse Al-Zouzouk (épisode 24)
- 1996-1997 : Princesse Starla et les Joyaux magiques : Spike, Cléo, Sucrette
- 1996-1997 : Les Aventures des Pocket Dragons : Pensatout
- 1996-1998 : Les Graffitos : Bill et Polly
- 1996-1999 : Jumanji : Peter Shephard
- 1996-2002 : Titi et Grosminet mènent l'enquête : Titi (2e voix, à partir de la saison 2)
- 1997 : Monsieur Bonhomme : plusieurs Madames
- 1997 : Le Monde fou de Tex Avery : Maurice, Khannie
- 1997 : Superman, l'Ange de Metropolis : Lucy Lane enfant (épisode 26)
- 1997-1999 : Les Petites Sorcières : Chloé, Vickie
- 1997-2001 : La Cour de récré : Ashley A, Geoffrey (2e voix), Cochon Pendu, Adam Abel, le rat de bibliothèque, Beurre de Cacahuète
- 1997-2003 : Les Trois Petites Sœurs : Anna
- 1998 : Sonic le Rebelle : Sonia
- 1998 : Trigun : Lina (épisode 18)
- 1998-1999 : Cowboy Bebop : Ed
- 1998-2000 : Sakura, chasseuse de cartes : Sakura Kinomoto
- 1998-2000 : Éric la panique : Claire
- 1998-2000 : Décode pas Bunny : Titi (2e voix)
- 1998-2001 : Bob et Margaret : Margaret
- 1999 : Rayman : Bétina
- 1999-2002 : Redwall : Fleur de Maïs, Couli-Queue-Plate, Bébé-boule, Brome, Caroline
- 2000 : Argaï, la prophétie : Miss Moon
- 2000 : Momie au Pair : Nil la momie
- 2000 : Planète Monstres : Badaboum et Laura
- 2000-2002 : Moumoute, un mouton dans la ville : Moumoute
- 2000-2003 : Norman Normal : Rosie (ou Suzie dans certains épisodes) Stone, Mme Spits
- 2000-2004 : Hamtaro : Hamtaro, Anna Iwata et interprète du générique
- 2001 : La Légende de Tarzan : Naomi
- 2001-2002 : Quads! de John Callahan : Fanny
- 2001-2005 : Cool Attitude : Gloria Cochran, voix additionnelles
- 2001-2007 : Billy et Mandy, aventuriers de l'au-delà : Eris, Mindy, Gladys (la maman de Billy), Mme Butterbean (la maîtresse)
- 2001-2008 : Bunny et tous ses amis : Titi
- 2002 : Le Secret du sable bleu : Jane Buxton
- 2002 : Ailes Grises : Rakka
- 2002-2003 : Ghost in the Shell: Stand Alone Complex : Tachikoma
- 2002-2004 : Esprit fantômes : Alice
- 2002-2006 : Tibère et la maison bleue : Ojo (2e voix)
- 2002-2006 : Quoi d'neuf Scooby-Doo ? : personnages secondaires
- 2003 : Stuart Little : voix additionnelles
- 2003-2005 : Duck Dodgers : Babyface et voix additionnelles
- 2003-2006 : Baby Looney Tunes : Bébé Titi
- 2003-2007 : Jojo Circus : Trina, Mme Peaches
- 2005 : Kiri le clown : Laura
- 2005-2007 : Karas : Amefurikozō (OAV)
- 2005-2007 : Juniper Lee : Mme Thompson
- 2006 : Gloria, Wilma et moi : Melody
- 2006 : Les Aventures outre-mer : Octo
- 2006-2007 : Shuriken School : Ami Saeki
- 2006-2008 : Classe 3000 : Madison
- 2006-2008 : Méli mélo : Mélo
- 2006-2009 : Les Remplaçants : Shelly, Sky Bab
- 2006-2013 : Manny et ses outils : Nelson et Steven
- 2007-2010 : Chowder : Panini
- 2007-2010 : Princesses des Mers[17] : Electra, Vivi, Angelica, Leïa
- 2008-2015 : Phinéas et Ferb : Suzy Johnson, grand-mère Betty Jo Flynn, voix diverses
- 2008-2022 : Quoi de neuf Bunny ? (anciennement Bunny Tonic) : Titi
- 2008 : Des baskets dans l'assiette : Titi
- 2009 : Alerte chez les Bugs[18] : Paco, Vanessa
- 2010-2011 : Star Wars: The Clone Wars : Rumi (épisode 39), Jimba (épisode 72)
- 2010-2013 : 64, rue du Zoo : Alfie, Carrie, Doris, Graziella, Jamie, Phoebe (saisons 3 et 4)
- 2011 : Amis City : Gaby, Mia
- 2011-2014 : Looney Tunes Show : Titi, Tina Russo Duck
- 2012 : Scooby-Doo : Mystères associés : la mamie du Chicot (épisode 34)
- 2013 : Les Enquêtes de Tartine et Fine : Tartine, Fine, lapins
- 2013-2017 : Oncle Grandpa : Tommy, la Souris
- 2014-2021 : Seven Deadly Sins : Hawk
- depuis 2014 : Blaze et les Monster Machines : Maminette
- 2015-2020 : Bugs ! Une production Looney Tunes : Titi
- depuis 2016 : Bienvenue chez les Loud : Luna Loud, Zach Gurdle, Artie, Becky, Scoots, Carlota Casagrande, Dante et Lacey
- 2017 : Les souvenirs de Mamette : Augustine, Marie-Thérèse Bourrichon, Raymond
- 2019-2022 : Bienvenue chez les Casagrandes : Carlota Casagrande et Sameer
- 2019-2022 : Dragons : Les Gardiens du ciel : Zeppla
- 2020 : Chico Bon Bon : Le petit singe bricoleur : Dr Merv, Mlle Coleslaw
- 2020-2023 : Looney Tunes Cartoons : Titi
- depuis 2021 : Gabby et la Maison magique : Luli-Lou
- depuis 2022 : Cool Attitude, encore plus cool : Peabo, BeBe & CeCe
- depuis 2022 : Hamster et Gretel : Bailey
- depuis 2022 : Bugs Bunny Constructeurs : Titi
- depuis 2023 : Tiny Toons Looniversity : Titi

### Jeux vidéo
- 1998 : Heart of Darkness : voix additionnelles
- 1999 : Bugs Bunny : Voyage à travers le temps : Hazel la sorcière
- 2000 : Space Race : Titi
- 2000 : Bugs Bunny et Taz : La Spirale du temps : Titi
- 2000 : Looney Tunes Racing : Titi
- 2001 : Harry Potter à l'école des sorciers : divers élèves de Poudlard
- 2001 : Evil Twin: Cyprien's Chronicles : Jocelyn
- 2002 : Harry Potter et la Chambre des secrets : divers élèves de Poudlard
- 2005 : Kingdom Hearts 2 : Rikku
- 2007 : Power Rangers: Super Legends : voix féminines
- 2007 : Looney Tunes: Acme Arsenal : Titi
- 2008 : Fallout 3 : voix additionnelles
- 2008 : Moshi Monsters Friends : Kazuki, Tingaling, Scamp
- 2008 : Looney Tunes: Cartoon Concerto : Titi
- 2011 : Power Rangers : Samurai : voix féminines
- 2012 : Guild Wars 2 : Asura de sexe féminin et voix additionnelles
- 2012 : Fable: The Journey : voix additionnelles
- 2016 : Final Fantasy XV : voix additionnelles
- 2022 : Cookie Run: Kingdom : Cookie Crêpe à la fraise
- 2024 : Final Fantasy VII Rebirth : Mog marchand

### Direction artistique
Patricia Legrand dirige également, de manière ponctuelle, des versions françaises.

#### Films
- 2014 : My Old Lady
- 2014 : Alexandre et sa journée épouvantablement terrible et affreuse
- 2018 : Jean-Christophe et Winnie
- 2019 : La Belle et le Clochard
- 2020 : Timmy Failure : Des erreurs ont été commises (en)
- 2021 : Flora et Ulysse
- 2021 : Noël avec le Père (en)
- 2021 : Marcel le coquillage (avec ses chaussures)
- 2022 : Treize à la douzaine (avec Ioanna Gkizas)
- 2022 : Le Monde de Nate
- 2022 : Pinocchio (avec Sophie Deschaumes)
- 2022 : Il croit au père Noël (de)
- 2022 : Sneakerella (en) (avec Claire Baradat)
- 2023 : L'Amour en touriste (en)
- 2024 : Irish Wish

#### Films d'animation
- 2006 : Les Aventures de Frère Lapin
- 2009 : Georges le petit curieux 2 : Suivez ce singe
- 2013 : Scooby-Doo : Blue Falcon, le retour
- 2013 : Scooby-Doo et le Fantôme de l'Opéra
- 2015 : Le Voyage d'Arlo
- 2015 : Georges le petit curieux 3 : Retour à la jungle
- 2020 : Joyeux Halloween, Scooby-Doo!
- 2022 : L'Hiver merveilleux de Mickey (court-métrage)

#### Téléfilms
- 2009 : Georges le petit curieux : un incroyable Noël
- 2010 : Un amour dans les Highlands
- 2010 : Bella Vita
- 2011 : Blue Crush 2
- 2011 : Face à la tornade
- 2011 : Sous le charme du Père Noël
- 2013 : Scooby-Doo au secours de la NASA
- 2013 : Georges le petit curieux décolle
- 2013 : Georges le petit curieux : la Fête de la trouille et de la citrouille
- 2015 : Bonne fortune et mauvais œil
- 2015 : 'L'Intuition d'une mère
- 2015 : L'Appel du devoir
- 2016 : La Vie des sœurs Brontë
- 2016 : Un tueur parmi nous
- 2020 : Fais un vœu pour Noël
- 2020 : Le Catcheur masqué

#### Séries télévisées
- 2004-2005 : Century City
- 2006 : Saved
- 2009-2010 : Parents par accident
- 2012 : New York, unité spéciale (saison 13, épisodes 2 et 5)
- 2012-2013 : Bunheads
- 2012-2017 : The Mindy Project
- 2013-2016 : Devious Maids
- 2014-2015 : About a Boy
- 2016-2022 : Chesapeake Shores
- 2018 : Code Black (saison 3)
- 2018 : Soy Luna (saison 3, avec Dorothée Pousséo, Jennifer Baré, Ioanna Gkizas, Laurent Vernin et Laurence Sacquet)
- 2021-2023 : Les Années coup de cœur (avec Pascale Vital)
- 2025 : Sirens (mini-série)

#### Séries d'animation
- 2005-2007 : Les Loonatics
- 2005-2008 : Charlie et Lola
- 2006-2013 : Georges le petit singe (100 épisodes)
- 2007-2008 : Le Petit Dinosaure
- 2012 : Looney Tunes Show (épisodes 27 à 30)
- 2012 : Scooby-Doo : Mystères associés (épisodes 42 à 47)
- 2018 : La Légende des Trois Caballeros
- 2018-2022 : Fancy Nancy
- 2019 : Hello Ninja (en)
- 2020-2023 : Le Monde Merveilleux de Mickey
- 2021 : Les Courts Métrages Disney (saison 2)
- 2021-2023 : Ridley Jones : La Protectrice du musée (en)
- depuis 2021 : La Maison magique de Mickey
- 2024 : Ariel

#### Émission
- 2003-2004 : Bambaloo (en)

## Voix-off

### Émissions
- 2000 : TF! : Voix-off Halloween et Suzanne la sorcière